# Tân Bình, Dĩ An
Tân Bình là một phường thuộc thành phố Dĩ An, tỉnh Bình Dương, Việt Nam.

## Địa lý
Phường Tân Bình nằm ở phía bắc thành phố Dĩ An, có vị trí địa lý:
- Phía đông giáp tỉnh Đồng Nai
- Phía tây giáp thành phố Thuận An
- Phía nam giáp phường Tân Đông Hiệp
- Phía bắc giáp thành phố Tân Uyên.

Phường Tân Bình có diện tích 10,37 km², dân số năm 2023 là 63.290 người mật độ dân số đạt 6.103 người/km².

## Lịch sử
Trước đây, Tân Bình là một xã thuộc huyện Dĩ An, tỉnh Bình Dương.
Ngày 13 tháng 1 năm 2011, Chính phủ ban hành Nghị quyết số 04/NQ-CP về việc thành lập hai thị xã Dĩ An và Thuận An thuộc tỉnh Bình Dương. Theo đó, thành lập phường Tân Bình thuộc thị xã Dĩ An trên cơ sở toàn bộ diện tích và dân số của xã Tân Bình.
Sau khi thành lập, phường Tân Bình có diện tích 1.036 ha, dân số là 15.133 người.

## Hành chính
Phường Tân Bình được chia thành 5 khu phố gồm: Tân Thắng, Tân Hiệp, Tân Phước, Tân Phú 1, Tân Phú 2.